# Liste der Monuments historiques in Vimpelles
Die Liste der Monuments historiques in Vimpelles führt die Monuments historiques in der französischen Gemeinde Vimpelles auf.

## Liste der Bauwerke
| Bezeichnung               | Beschreibung              | Standort | Kennzeichnung | Schutzstatus | Datum | Bild           |
| ------------------------- | ------------------------- | -------- | ------------- | ------------ | ----- | -------------- |
| Kirche St-Cyr-Ste-Julitte | Erbaut im 13. Jahrhundert | (Lage)   | PA00087328    | Classé       | 1982  | weitere Bilder |

## Liste der Objekte
Zum Verständnis siehe: Kirchenausstattung
- Monuments historiques (Objekte) in Vimpelles in der Base Palissy des französischen Kultusministeriums